# Kapogea cyrtophoroides
Kapogea cyrtophoroides är en spindelart som först beskrevs av F. O. Pickard-Cambridge 1904.  Kapogea cyrtophoroides ingår i släktet Kapogea och familjen hjulspindlar. Inga underarter finns listade i Catalogue of Life.